# Una tumba para Boris Davidovich
Una Tumba para Boris Davidovich (Serbocroata: Grobnica za Borisa Davidoviča / Гробница за Бориса Давидовича) es una colección de siete cuentos de Danilo Kiš escritos en 1976. 
Las historias están basadas en acontecimientos históricos y abarca temas como el engaño político, la traición, y el asesinato en Europa Oriental durante la primera mitad del siglo XX (excepto "Perros y Libros" qué tiene lugar en Francia de siglo XIV). Muchas de las historias están escritas como ficciones biografías donde los personajes principales interactúan con figuras históricas. El crítico literario Harold Bloom incluye Una Tumba para Boris Davidovich en su lista de obras canónicas del periodo que denomina Edad Caótica (1900–presente) en El Canon Occidental.

## Controversia por plagio
El libro fue centro de una larga y tediosa controversia por plagio, uno de los escándalos literarios más famosos durante la Yugoslavia de Tito. En concreto, Kiš estuvo acusado de plagiar la obra 7000 días en Siberia del autor Karlo Štajner, o textos de autores como Aleksandr Solzhenitsyn, James Joyce, Nadezhda Mandelstam, Jorge Luis Borges o los hermanos Medvedev.Como respuesta Kiš escribió en 1978 La Lección de Anatomía, en que defendía su obra como legítima, y lanzaba duros ataques personales y profesionales a sus críticos.

## Las Historias
- "La navaja con la empuñadura de palo rosa"
- "La marrana que devora su camada"
- "Los Leones Mecánicos"
- "El mágico circular de los naipes"
- "Una Tumba para Boris Davidovich"
- "Los perros y los libros"
- "Una breve biografía de U. U. Darmolatov"